# Римпл, Клайд
Клайд Римпл (англ. Clyde Rimple, род. 16 июня 1937, Марабелла, Сан-Фернандо) — тринидадский и вест-индийский шоссейный и трековый велогонщик.

## Карьера
В 1958 году участвовал на Играх Содружества в составе Тринидада и Тобаго в групповой гонке на шоссе и в гите 1000 метров на треке.
В 1960 году в составе сборной Федерации Вест-Индии принял участие на летних Олимпийских играх в Риме. На Играх она выступил в трёх дисциплинах по велоспорут. На треке сначала в гите на 1000 метров занял 23-е место уступив почти 10 секунд победителю, а затем в спринте поделил 11-14 места. В групповой гонке на шоссе не смог финишировать.